# Qian Zhongshu

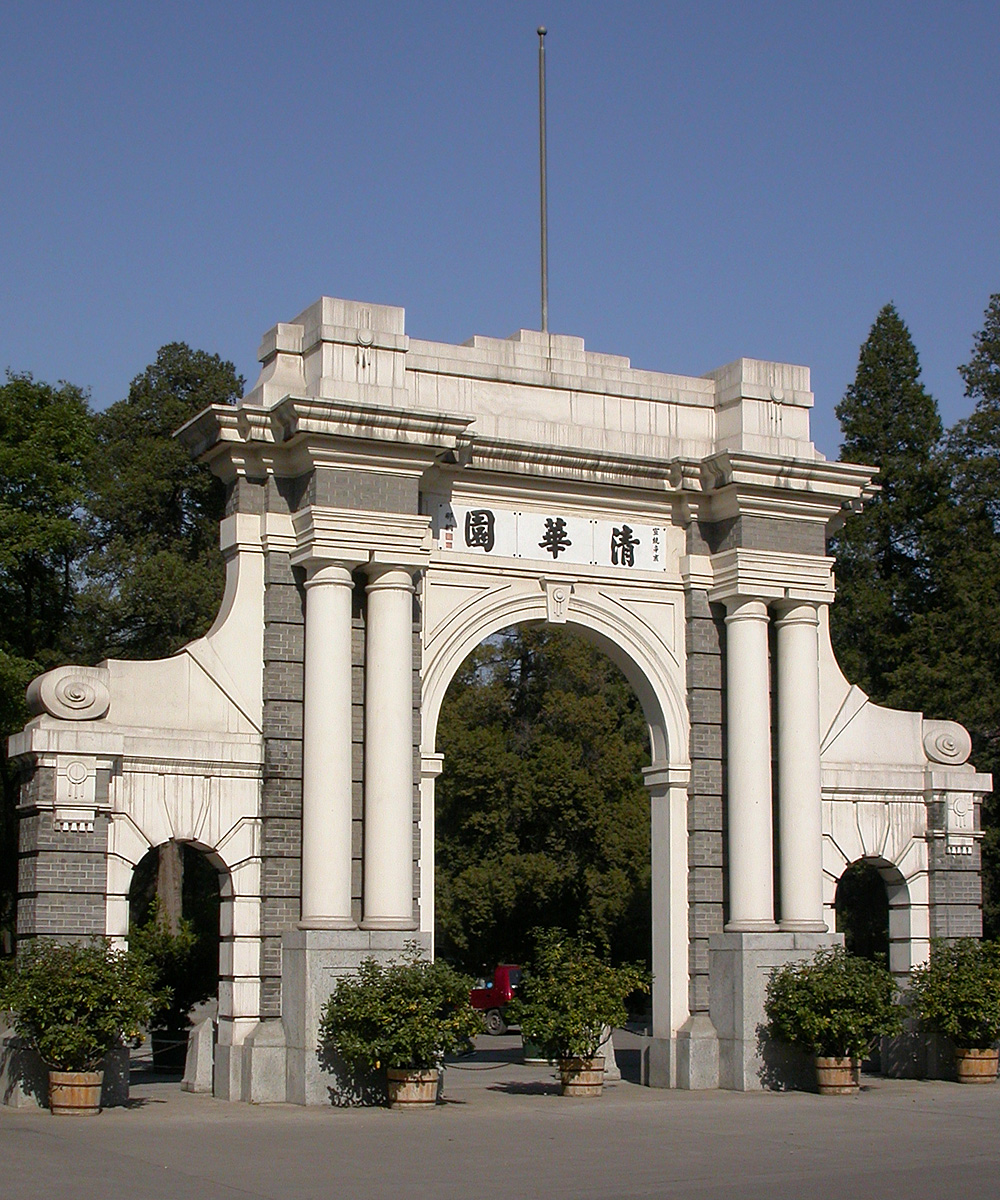
Porta Thu.

Qian Zhongshu (em chinês simplificado: 钱锺书 ou 钱钟书, em chinês tradicional: 錢鍾書, pinyin: Qián Zhōngshū, Wade-Giles: Ch'ien Chung-shu) (Wuxi, China; 21 de Novembro de 1910 - Pequim; 19 de Dezembro de 1998) foi um escritor e intelectual chinês. A sua obra mais importante é a novela A Fortaleza Assediada, uma das novelas chinesas mais populares do século XX, traduzida a muitas línguas.
A sua mulher, Yang Jiang, foi também escritora, e fez a primeira tradução chinesa do Dom Quixote, a partir duma tradução inglesa e também do Lazarillo de Tormes.

## Biografia
Qian Zhongshu nasceu na cidade de Wuxi, na província de Jiangsu numa família de tradição académica. Criou-se junto aos seus tios. Quando tinha um ano de idade, o seu tio deu-lhe o nome próprio definitivo de Zhōngshū ("adeptos dos livros") depois de lhe oferecer vários objetos, tendo o menino preferido ficar com um livro.
O seu tio morreu quando o pequeno Zhongshu tinha nove anos de idade. Continuou a viver com a sua tia viúva até que, ele fez quatorze anos e foi viver para Suzhou e continuar com os seus estudos.
Com motivo dos seus bons conhecimentos da língua inglesa, conseguiu um vaga no Departamento de Línguas Estrangeiras da prestigiosa Universidade de Tsinghua de Pequim. Ali conheceria a sua mulher Yang Jiang, com quem casou-se em 1935.
Depois do seu casamento, Qian e a sua esposa obtiveram bolsas para continuar os seus estudos na Europa. O casal ficaria dos anos na Universidade de Oxford e um ano na Universidade de Paris.
Em 1938 voltou para a China. Permaneceu, tal como muitos outros intelectuais, na parte da China que estava ocupada pelos japoneses. Nesta época de guerra e caos desenvolveu trabalhos esporádicos e dedicou-se a sua magnum opus, a novela A Fortaleza Assediada, que findou em 1947.
Logo de ser proclamada a República Popular China em 1949, Qian conseguiu uma vaga como catedrático na universidade na qual tinha estudado, Tsinghua. Em 1953, os departamentos de humanidades da Universidade de Tsinghua foram transferidos à Universidade de Pequim, pelo que Qian tornou-se membro desta. Nessa época, Qian foi libertado das suas tarefas docentes para confiar-lhe a tradução para o inglês das obras de Mao Zedong.
Durante a Revolução Cultural, Qian sofreu uma dura persecução política. Depois da morte de Mao, uma vez que Deng Xiaoping tomou o poder e acabou com as políticas maoistas, Qian Zhongshu foi reabilitado. Em 1982 foi nomeado subdirector da Academia Chinesa de Ciências Sociais. Nos seus últimos anos dedicou-se a completar a sua obra Guǎnzhuībiān (管錐編 / 管锥编), uma obra extensa de carácter erudito na qual Qian analisa a literatura clássica chinesa comparando-a com as literaturas ocidentais.
Qian Zhongshu morreu em Pequim a 19 de Dezembro de 1998.

## Obra
- A Fortaleza Assediada, 1947 (围城 / 圍城 wéi chéng).[6]

Além desta novela, Qian Zhongshu escreveu poesia e vários ensaios sobre a literatura e a cultura tradicional chinesa.